# Gare de Mionnay
La gare de Mionnay est une gare ferroviaire française de la Ligne de Lyon-Saint-Clair à Bourg-en-Bresse, située sur le territoire de la commune de Mionnay, dans le département de l'Ain, en région Auvergne-Rhône-Alpes.
C'est une halte voyageurs de la Société nationale des chemins de fer français (SNCF), desservie par des trains TER Auvergne-Rhône-Alpes.

## Fréquentation
Selon les estimations de la SNCF, la fréquentation annuelle de la gare s'élève aux nombres indiqués dans le tableau ci-dessous.
| Année               | 2023    | 2022   | 2021   | 2020   | 2019   | 2018   | 2017   | 2016    | 2015    |
| ------------------- | ------- | ------ | ------ | ------ | ------ | ------ | ------ | ------- | ------- |
| Nombre de voyageurs | 100 912 | 89 594 | 63 995 | 54 101 | 98 182 | 90 023 | 96 332 | 101 028 | 100 975 |

## Situation ferroviaire
Établie à 278 mètres d'altitude, la gare des Échets est située au point kilométrique (PK) 23,441 de la ligne de Lyon-Saint-Clair à Bourg-en-Bresse entre les gares des Échets et de Saint-André-de-Corcy.
Elle est située sur la section à double voie qui débute peu avant la gare des Échets au PK 19,334 et s'achève à la gare de Villars-les-Dombes.

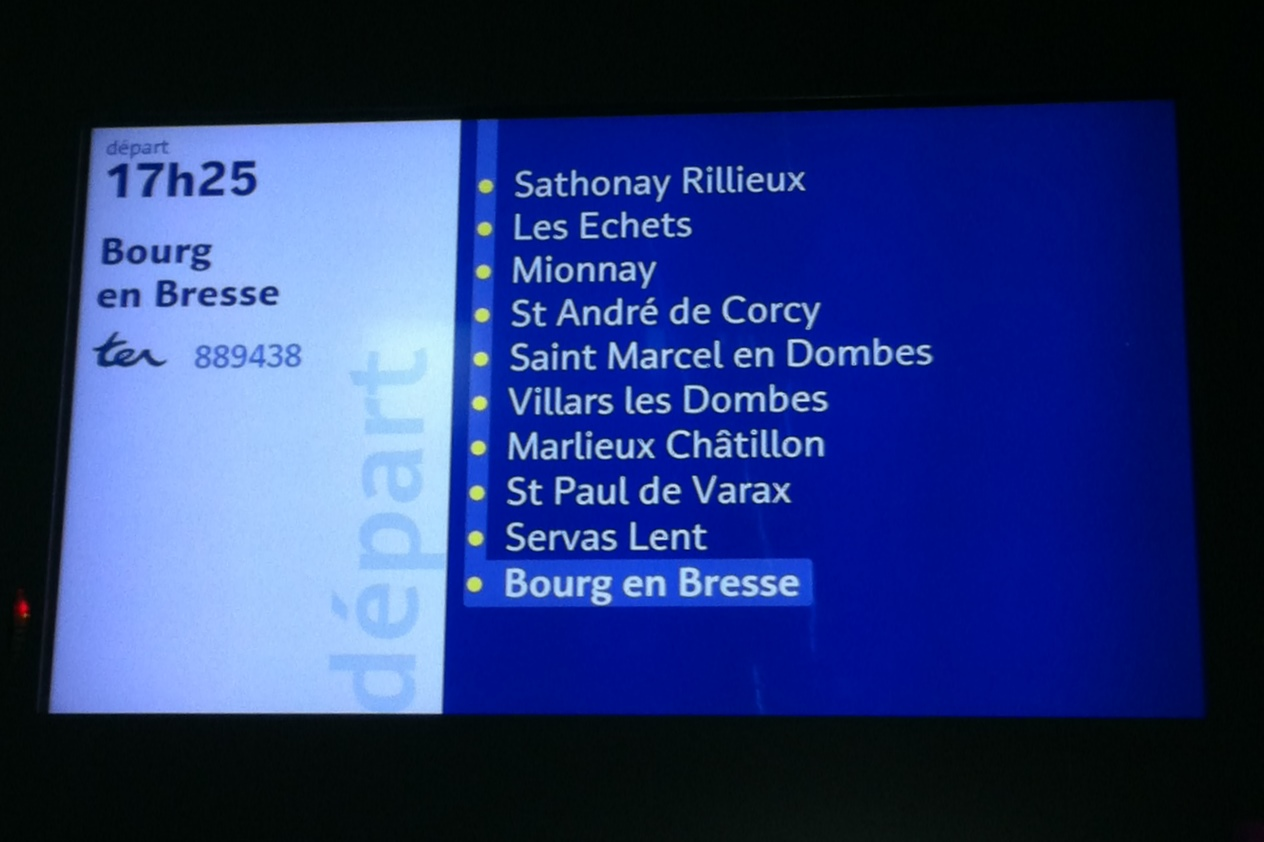
La gare de Mionnay, indiquée entre Les Échets et Saint-André-de-Corcy.

## Histoire

### Accueil
Halte SNCF, c'est un point d'arrêt non géré (PANG) à entrée libre, elle dispose d'un distributeur automatique de titres de transport TER.

### Desserte
Mionnay est desservie par des trains du réseau TER Auvergne-Rhône-Alpes de la relation Bourg-en-Bresse-Lyon-Perrache.

### Intermodalité
Un parc pour les vélos et un parking pour les véhicules y sont aménagés.